# إريك دانييل
إريك دانييل (بالتشيكية: Erik Daniel)‏ (4 فبراير 1992 بهودونين في التشيك - ) هو لاعب كرة قدم تشيكي في مركز الوسط. لعب مع نادي سبارتاك ميافا ونادي سلوفان ليبيريتس.

## وصلات خارجية
- إريك دانييل على موقع الاتحاد الأوربي (الإنجليزية)
- إريك دانييل على موقع قاعدة بيانات كرة القدم.إي يو (الإنجليزية)
- إريك دانييل على موقع Soccerway.com (الإنجليزية)
- إريك دانييل على موقع عالم كرة القدم.نت (الإنجليزية)